# Salvator Mundi (version Cook)
Pour les articles homonymes, voir Salvator Mundi et Mundi.
Le Salvator Mundi (le « Sauveur du monde », en latin) est une peinture à l'huile sur bois de noyer, sur le thème du Christ rédempteur, attribuée par plusieurs experts à Léonard de Vinci en totalité ou en partie, ou à l'un de ses élèves, Bernardino Luini ou Giovanni Antonio Boltraffio. Afin de le distinguer parmi les vingt-deux copies identifiées de l'atelier de Vinci, le tableau, dont la restauration a été très critiquée, est aussi appelé Salvator Mundi, version dite « Cook », du nom d'un de ses anciens propriétaires, Francis Cook.
Longtemps ignoré, réapparu en 2005, restauré, et rendu public en 2011 lors d'une exposition à la National Gallery de Londres, le tableau devient la peinture la plus chère du monde. En 2017, lors d'une vente d'art, son précédent propriétaire Dmitri Rybolovlev la vend aux enchères de Christie's à New York pour la somme de 400 millions de dollars (339,5 millions d'euros), à laquelle s'ajoutent 50 millions de dollars de commission de vente. L'identité de l'acquéreur, d'abord tenue secrète, est révélée quelques mois plus tard : il s'agit du prince héritier d'Arabie saoudite, Mohammed ben Salmane.
Depuis cette date, le tableau n'a jamais été exposé et sa localisation demeure inconnue. Le 30 avril 2019, le département de la Culture et du Tourisme d'Abou Dhabi confirme qu'il est propriétaire de l'œuvre,, sans pour autant l'exposer.

## Thème et description

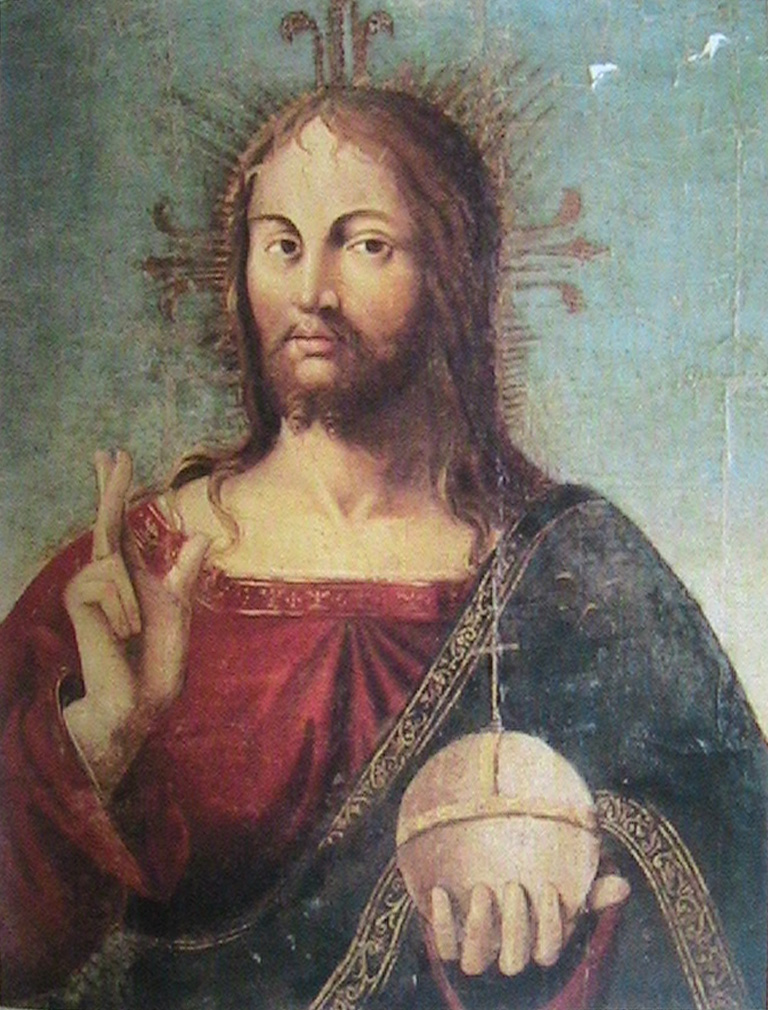
Antonello de Messine, Christ Salvator Mundi, avant 1479, panneau de polyptyque du sanctuaire de l'Annunziata (Ficarra, Sicile).

Le Salvator Mundi (« Sauveur du Monde ») est un thème de l'art chrétien, inspiré du Christ pantocrator (« Christ tout-puissant » en grec ancien), popularisé d'abord par l'art byzantin, puis, entre autres par les peintres d'Europe du Nord Jan van Eyck (1390-1441), Hans Memling (v. 1435-1494) et Albrecht Dürer (1471-1528)...
Il représente le Christ en gloire, qui donne sa bénédiction de la main droite, avec un orbe dans sa main gauche.
Léonard de Vinci reprend ce thème, avec une figure du Christ vu de face, cadré à mi-corps. La bénédiction est donnée de la main droite, selon le type benedictio latina, avec l'index et le majeur croisés. Cette main droite levée représente aussi le geste de celui qui enseigne, énonce la parole divine. Jésus-Christ tient dans la main gauche une sphère de cristal transparente, variante de l'orbe, qui se laisse traverser par la lumière sans subir de réfraction importante.
Le Christ porte un vêtement bleu finement brodé avec des garnitures en brocart d'or, et il a de longs cheveux bouclés. L'orbe et les deux bandes croisées ornées de motifs géométriques répétitifs, sur sa poitrine, sont des attributs caractéristiques des empereurs. L'arrière-plan est neutre.

Détails
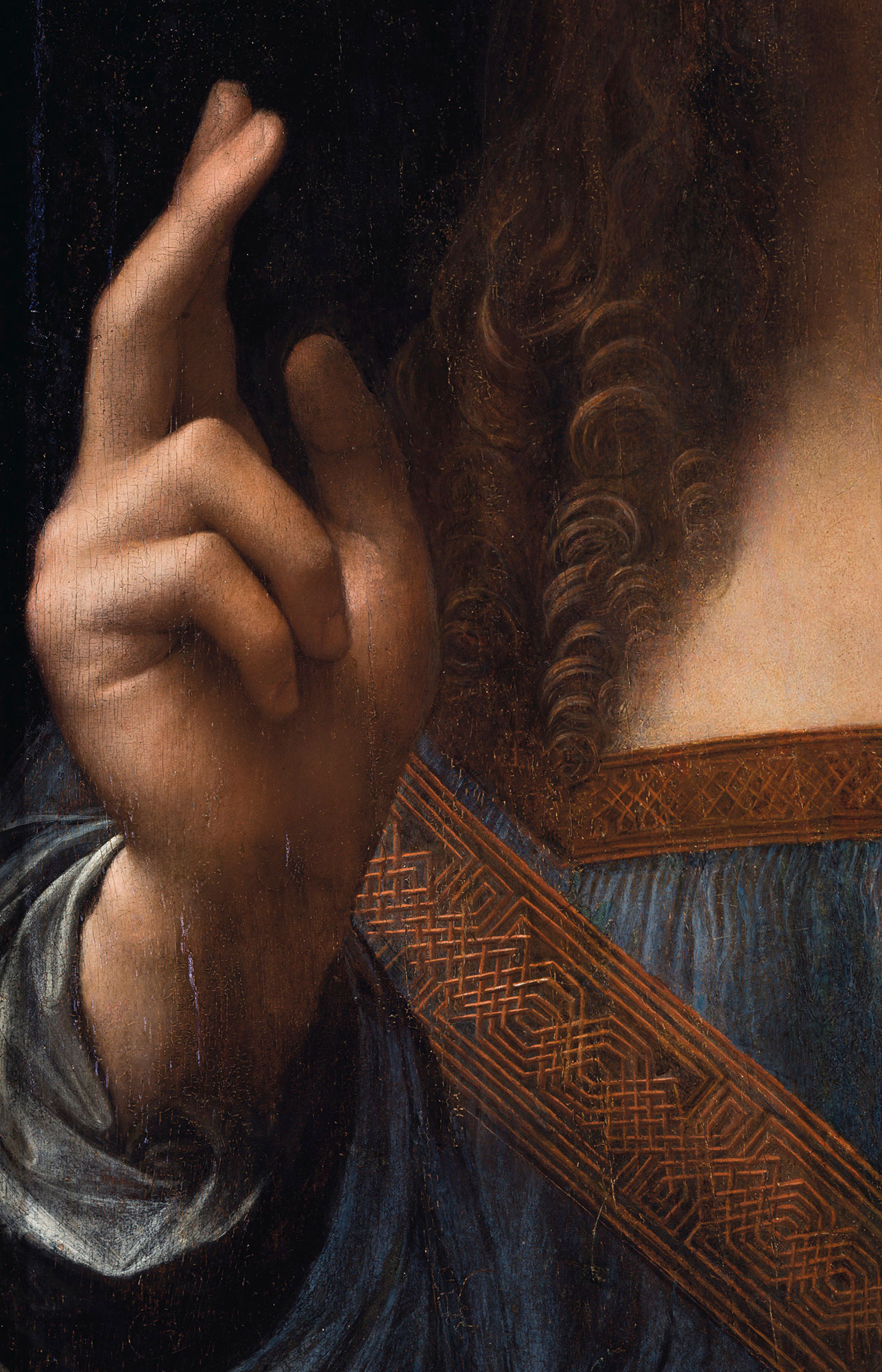
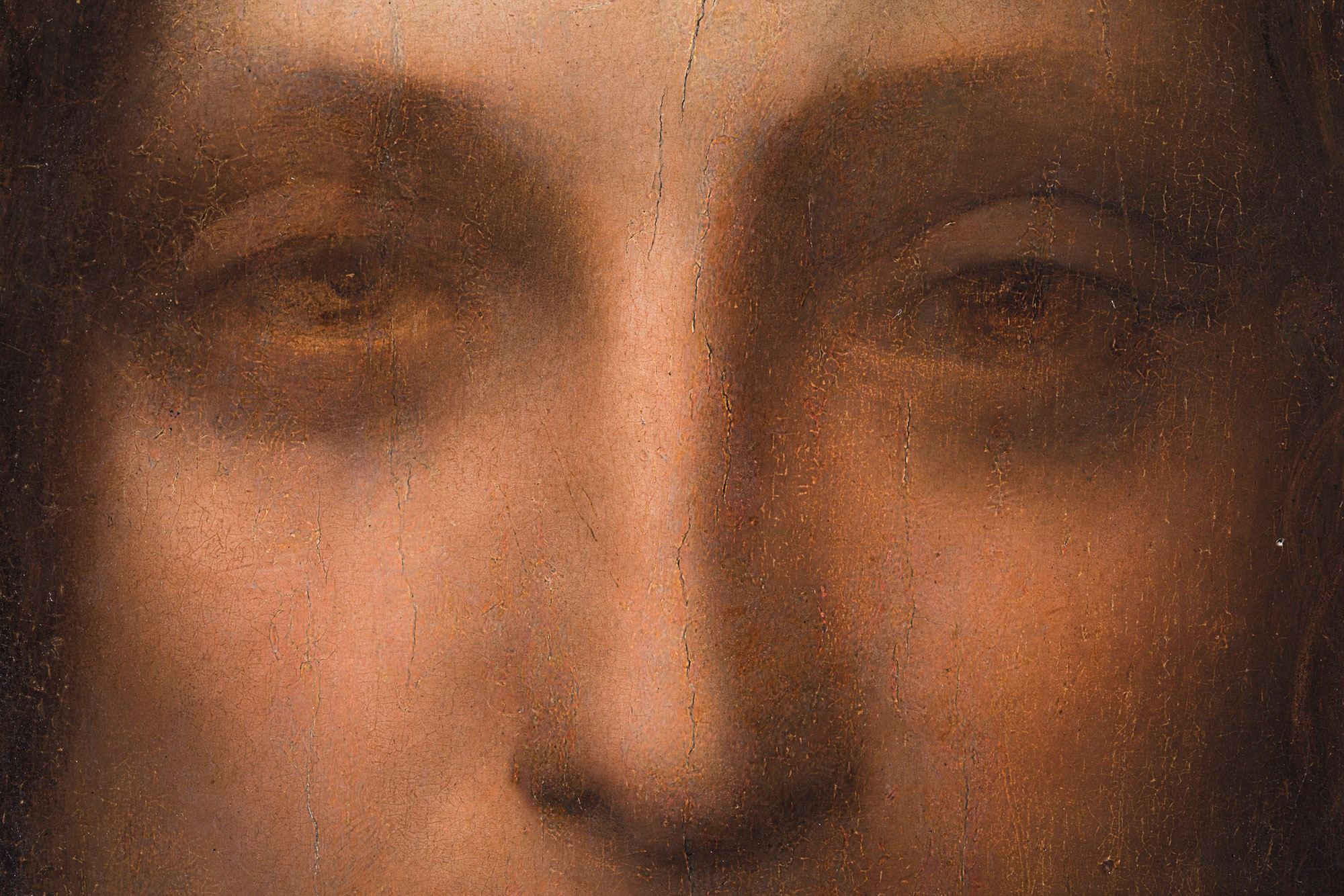
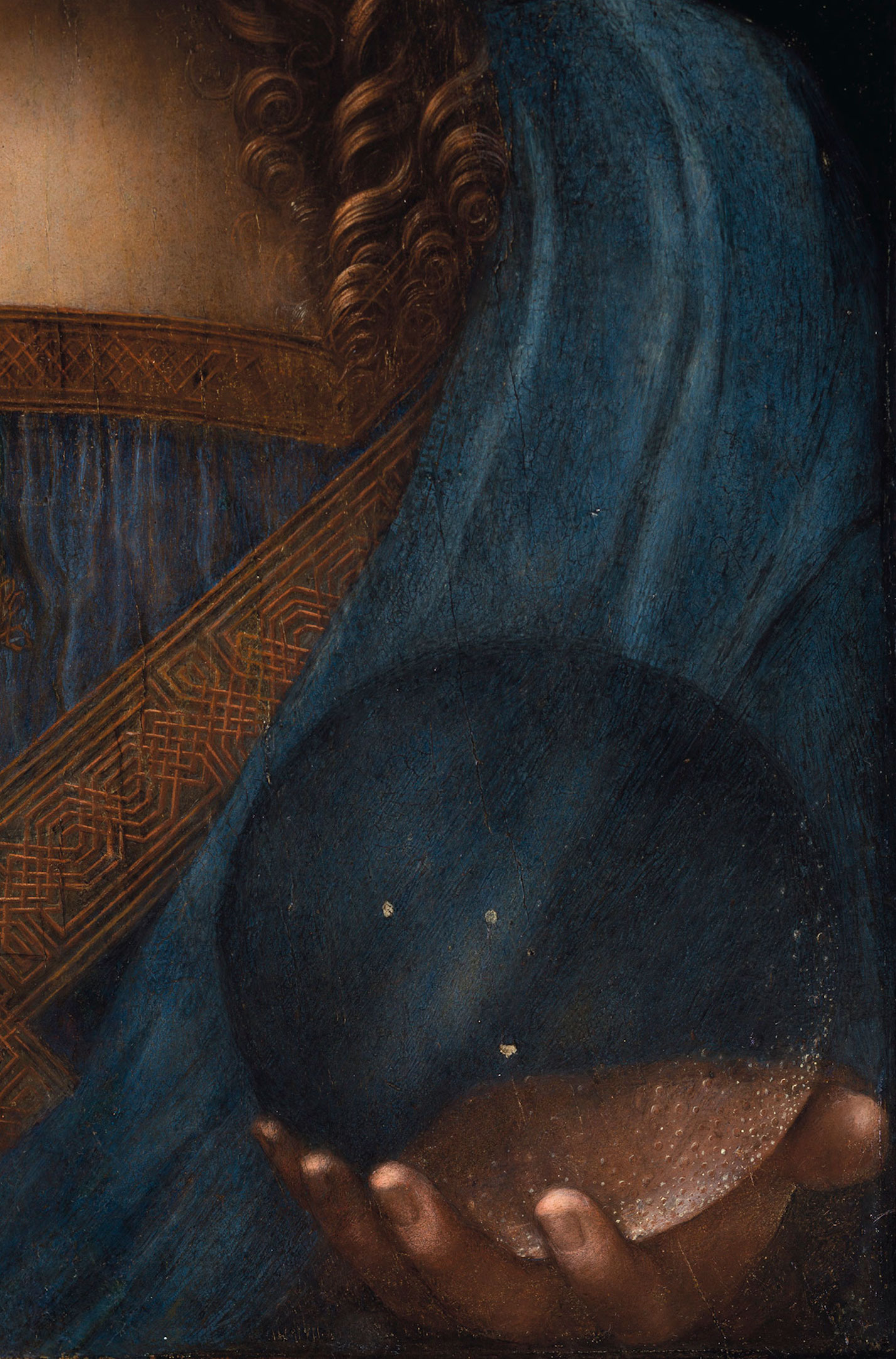

## Histoire
Certains ont avancé que le Salvator Mundi aurait été commandé par Louis XII vers 1500,, peu de temps après la deuxième guerre d'Italie (1499-1500) par laquelle le roi de France conquiert le duché de Milan du duc Ludovic Sforza, pour qui travaille Léonard de Vinci, mais rien ne permet de soutenir cette thèse. Ce dernier quitte Milan pour Florence, d'où il est originaire, en 1500. Si l'on ne possède aucune description du tableau par Giorgio Vasari, il existe plusieurs esquisses préparatoires. Pour Jacques Franck, expert de Vinci, le tableau initial de Léonard n'aurait probablement jamais existé. Cependant, le tableau est connu à travers de nombreuses versions des Leonardeschi, dont deux sont dites de « Cook » et de « Ganay ».
La première mention d'un Salvator Mundi apparaît dans l'inventaire rédigé après le décès en 1524 de Salai, élève de Vinci, comme une copie tout comme la Joconde du Prado, et donc taxé comme tel.

### Études préparatoires de Léonard de Vinci

Études de l'atelier de Léonard pour un Salvator Mundi de la Royal Collection
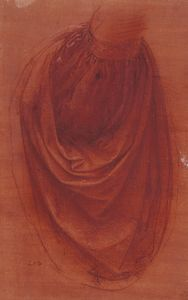
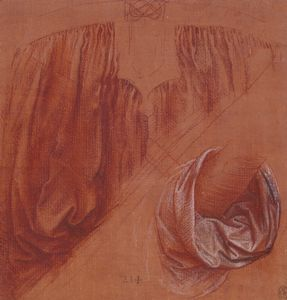

Le catalogue de la Royal Collection, attribue ces dessins à l'atelier de ou d'après Vinci.
Dans la première sanguine, Léonard trace un premier projet pour la manche droite du Christ, mais ce motif n'est pas retenu dans le tableau. De la même manière, la seconde sanguine propose la manche droite du Christ bénissant ; là encore, cette disposition n'est pas présente dans le tableau. En revanche, Léonard détaille le plissé de la tunique de Jésus dans un arrangement très proche du futur tableau.

### La version dite «Cook»

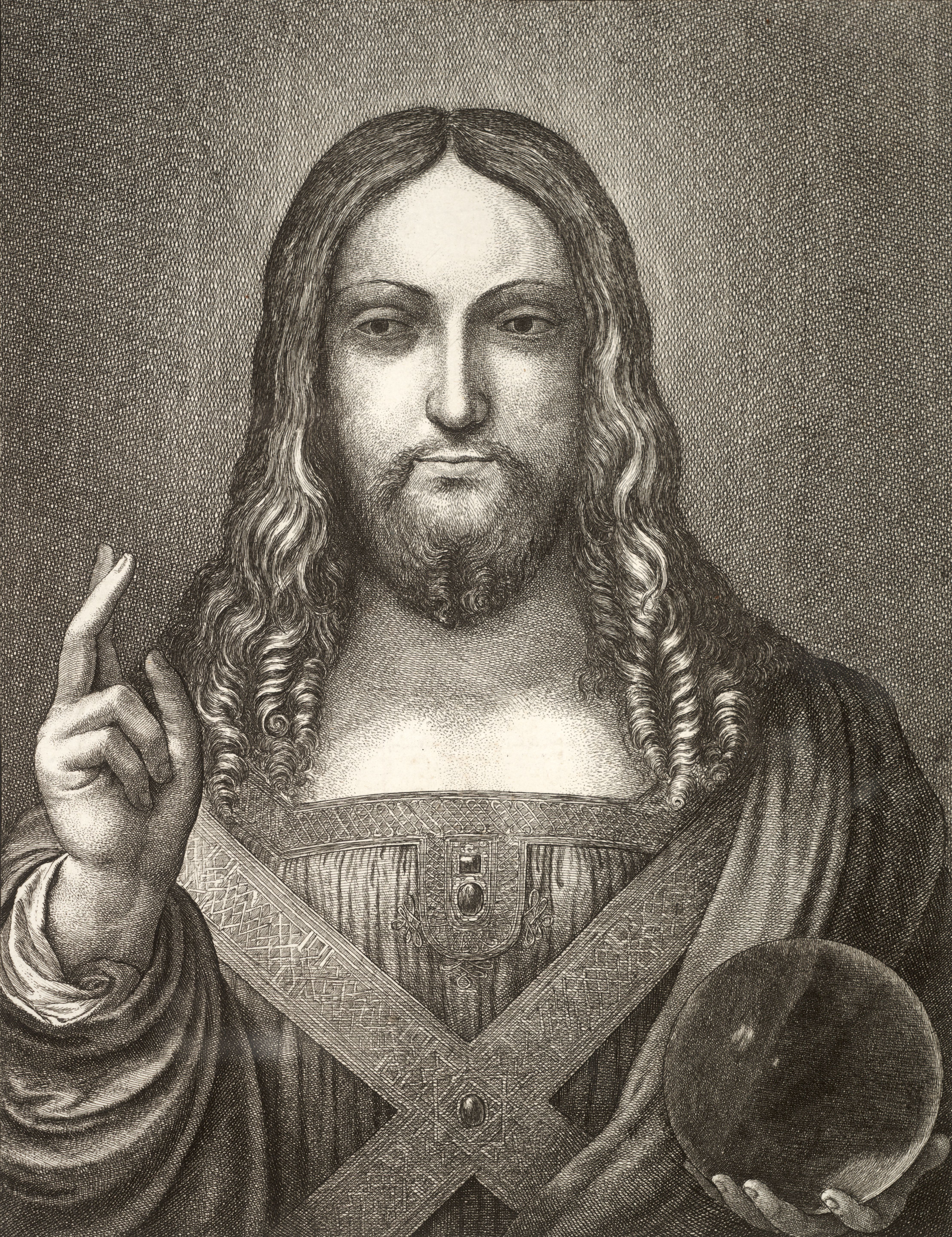
Gravure (1649) de Wenceslas Hollar.

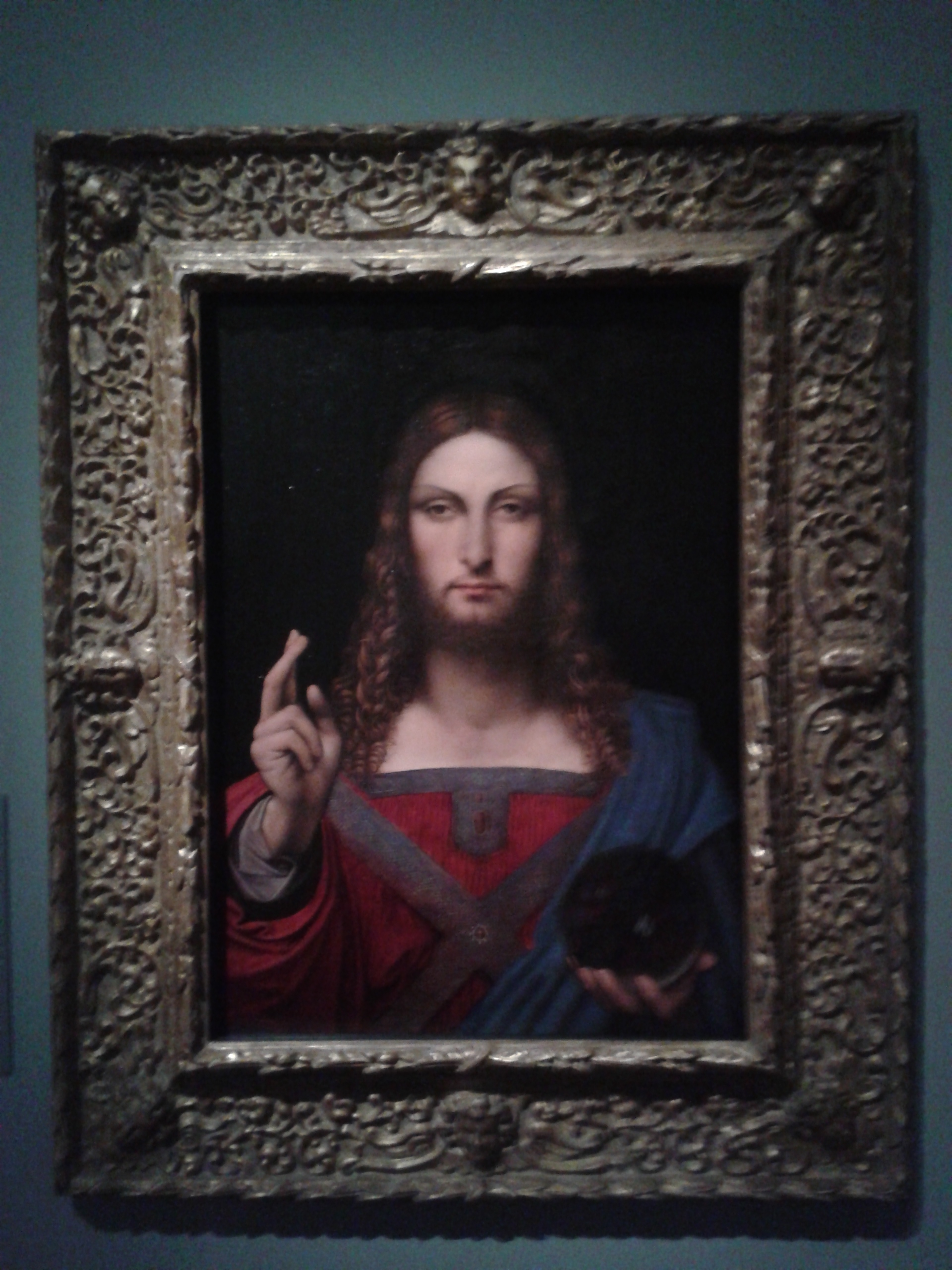
La version « Ganay », (1512) présentée lors de l'exposition Léonard de Vinci au musée du Louvre en 2019-2020.

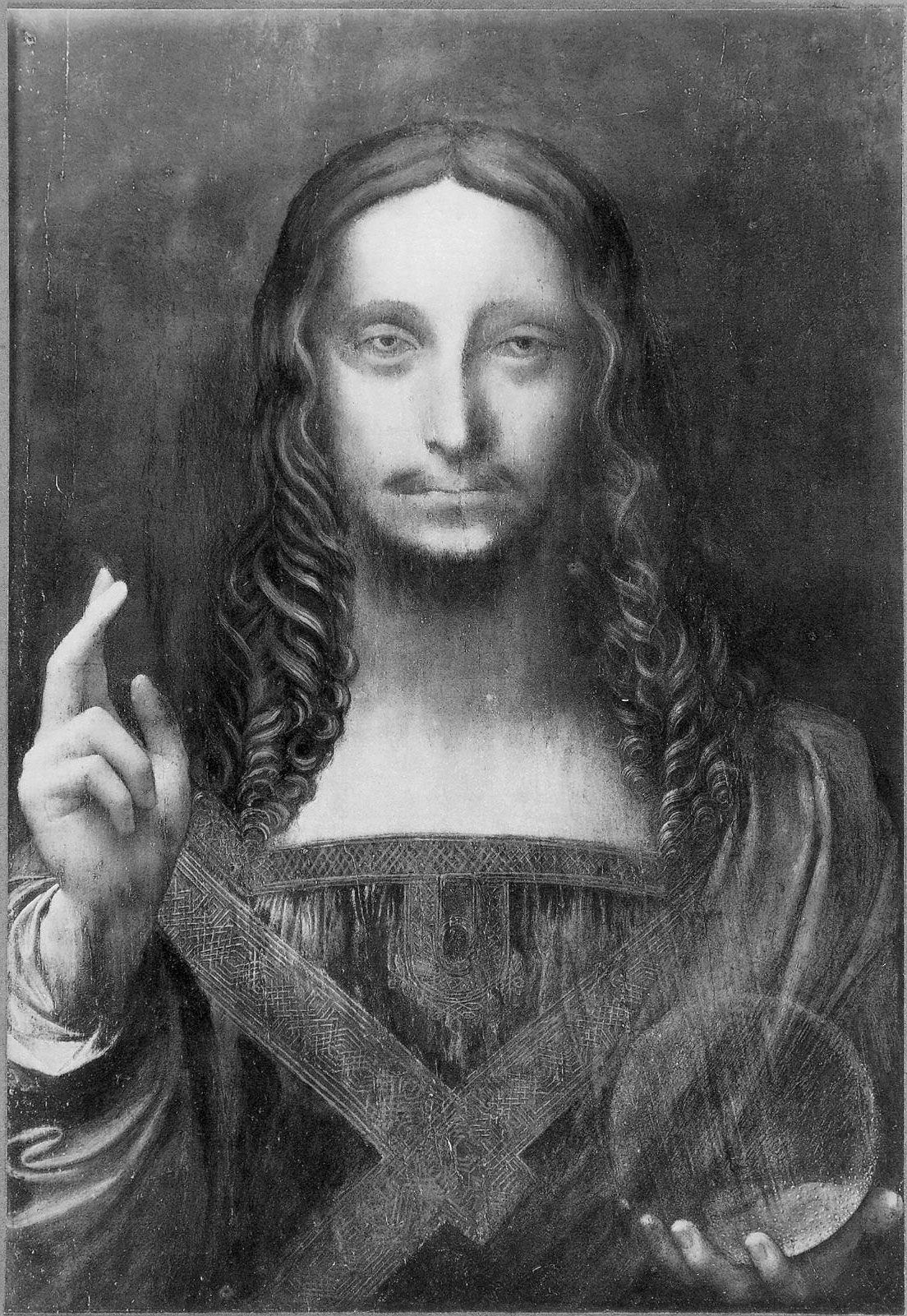
La version Cook, photographie en noir et blanc de 1908-1910.

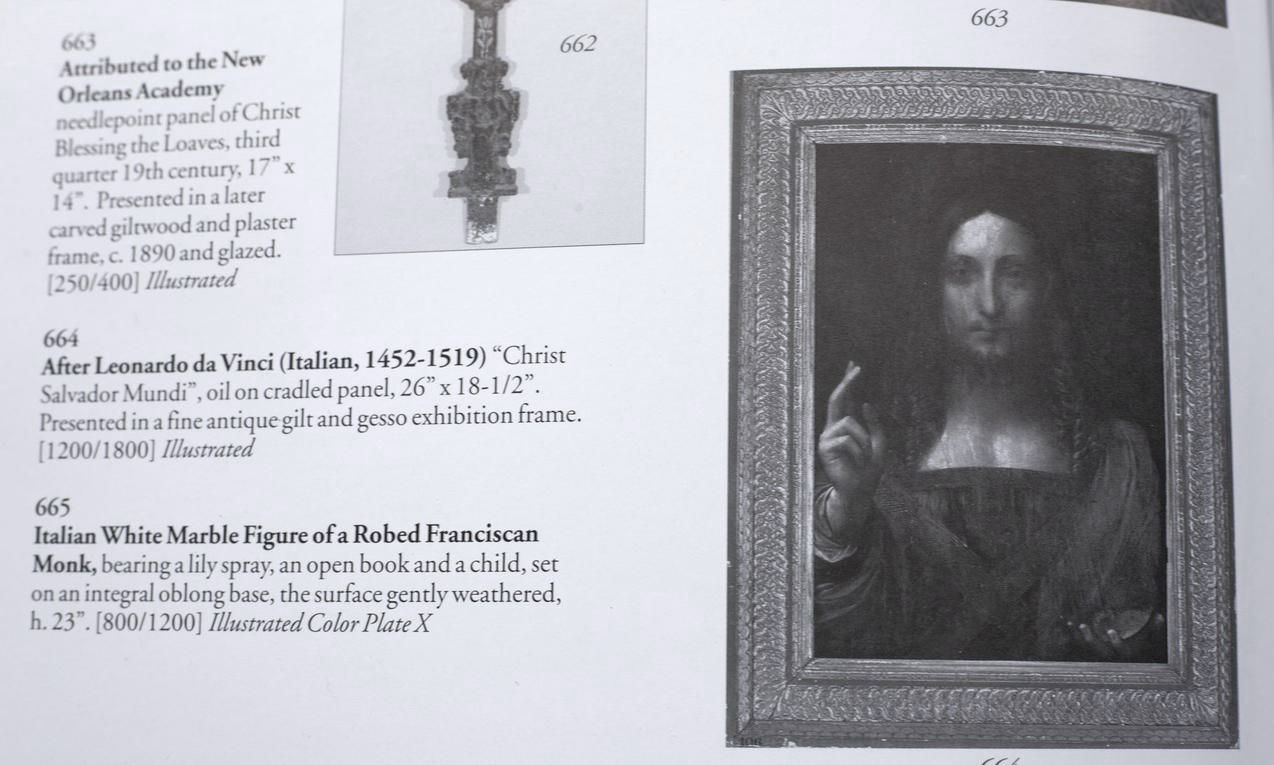
La page du catalogue de vente de 2005 où réapparaît un Salvator Mundi d'après Léonard de Vinci.

Selon Christie's, le tableau aurait autrefois appartenu à Charles Ier d'Angleterre. À la demande de sa veuve, née Henriette Marie de France, Wenceslas Hollar en réalise une copie gravée, qui est enregistrée dans la collection royale en 1649. Il est admis que la reine Henriette a apporté l'œuvre en Angleterre par son mariage. Ensuite, on perd sa trace durant un siècle. Le tableau est vendu aux enchères par le fils du duc de Buckingham et Normanby en 1763, puis, sa trace se perd de nouveau.
Il réapparaît en 1900, quand il est acheté par un collectionneur britannique, Francis Cook, vicomte de Monserrate (en), le tableau est attribué à Bernardino Luini, un élève de Léonard de Vinci, lors de la vente.
Il est décrit comme une copie libre d'après un autre élève de Vinci, Giovanni Antonio Boltraffio, lors de l'inventaire de la collection. Les descendants de Cook vendent le tableau aux enchères en 1958 pour seulement 45 £. Il est alors acheté par Basil Clovis Hendry Sr, un petit industriel de Bâton-Rouge en Louisiane ; le tableau reste dans la famille jusqu'en 2005.

#### La version «Ganay»
En 1978 et en 1982, Joanne Snow-Smith, avec l'appui de l'historien de l'art allemand Ludwig Heydenreich (de) propose que le Salvator Mundi dit « de Ganay », tableau, dont l'historique avéré remonte à Anne de Bretagne (l'épouse de Louis XII), soit, lui, l'original de Vinci et le prototype des multiples versions. Cependant, cette version est identifiée, par le Louvre, comme étant de Marco d'Oggiono, un élève de Vinci ; aussi en 1999, le musée en refuse l'acquisition. En 2019, lors de l'exposition Leonard de Vinci, la version « Ganay » est présentée comme étant une réalisation de « l'atelier de Vinci », sans auteur précisé.
En 2021, cette version « Ganay » est décrite par Ana Gonzalez Mozo, conservatrice-restauratrice du musée du Prado, comme la plus proche d'un original perdu (un dessin) de Vinci et dont la copie Cook n'est qu'un succédané, dans le catalogue de l'exposition : Leonardo et la copie de la Joconde. Nouvelles approches des pratiques d’atelier de l’artiste au musée du Prado, Madrid. Elle classe les deux versions dans la catégories « œuvres attribuées, d’atelier ou autorisées et supervisées par Léonard», la version « Ganay » étant de la même main que celle de la Joconde du Prado attribuée à Salaï. Vinci n'a jamais peint de Salvator Mundi, affirme -t-elle.

#### Redécouverte de la version «Cook»
En 2005, mise en vente à La Nouvelle-Orléans, la version Cook est acquise par deux marchands d'art new-yorkais (Robert Simon, spécialiste des maîtres anciens, et Alexander Parish) pour 1 175 $ (la somme erronée de 10 000 $ a d'abord été alléguée dans un premier temps),. Le tableau a été gravement endommagé par des tentatives de restauration précédentes, fortement repeint et reverni, de sorte qu'il ressemble à une copie. Une barbe et des moustaches ont été ajoutées, probablement après la Contre-Réforme, pour adapter l'image du Christ à la physionomie officielle. Il est alors décrit comme « une épave, sombre et lugubre ».
La version Cook est restaurée par Dianne Dwyer Modestini,, ancienne collaboratrice du Metropolitan Museum of Art. Les ajouts manifestes comme la barbe et les moustaches, absents de la peinture sous-jacente, sont retirés. Lors de son travail, la restauratrice découvre une reprise de la peinture au niveau du pouce de la main droite (deux pouces sont visibles), indiquant un possible repentir de l'artiste original.
Puis cette version Cook est authentifiée comme une œuvre de Léonard de Vinci par Martin Kemp. Elle est présentée au public, à la National Gallery de Londres, lors de l'exposition Leonardo da Vinci: Painter at the Court of Milano du 9 novembre 2011 au 5 février 2012,.
En 2013, le tableau est vendu au collectionneur russe Dmitri Rybolovlev pour 127,5 millions de dollars, par l'intermédiaire de la maison de vente aux enchères Sotheby's et du courtier/marchand d'art suisse Yves Bouvier, qui se retrouve au cœur d'une polémique,,. Dmitri Rybolovlev a lu dans le New York Times que le tableau a été vendu pour 83 millions de dollars en 2013 alors qu’il avait transféré 127,5 millions de dollars à Yves Bouvier pour l'achat du tableau,. Celui-ci aurait empoché une plus-value de 44 millions de dollars en plus de sa commission habituelle de 2 % sans en informer Dmitri Rybolovlev.
Enfin, il est mis en vente en novembre 2017 chez Christie's à New York.

### Vente record en 2017
Le 15 novembre 2017, le Salvator Mundi passe à nouveau sous le marteau des commissaires priseurs, cette fois chez Christie's New York,. Adjugé pour une somme finale de 450,3 millions de dollars, il est officiellement reconnu comme l'œuvre la plus chère ayant jamais été vendue aux enchères. Ceci dépasse de loin le précédent record de vente aux enchères, Les Femmes d'Alger (version 0) de Pablo Picasso, vendue 179,4 millions de dollars en 2015. Même dans le cas où les rumeurs selon lesquelles un tableau de Paul Gauguin et un tableau de Willem de Kooning auraient chacun été vendus pour 300 millions de dollars lors d'une vente privée aux États-Unis en 2015 se révélaient exactes, Salvator Mundi resterait le tableau le plus cher jamais vendu.
La vente est partie d'une mise à prix de 70 millions de dollars. Elle a passé 53 échelons en 19 minutes pour atteindre finalement les 400 millions de dollars (prix hors commissions et taxes),. Les derniers paliers d'enchères opposent deux acheteurs (inconnus au moment de la vente) qui enchérissent à distance au téléphone. Les enchères sont remportées par un enchérisseur dont l'identité reste inconnue à la fin de la vente. Le 7 décembre 2017, la presse américaine révèle qu'il s'agit du prince Badr ben Abdallah, ministre de la culture de l'Arabie saoudite agissant pour le compte du prince héritier Mohammed ben Salmane. L'information émanerait des services de renseignements américains qui surveillent attentivement les activités du prince héritier. L'identité du 2e dernier enchérisseur reste inconnue. Certains journalistes ont spéculé que ce pourrait être une personne très fortunée domiciliée en Chine, au Qatar, aux Émirats arabes unis ou aux États-Unis.

### Annulation de l'exposition en 2018 au Louvre Abou Dabi
Le 6 décembre 2017, il est annoncé que le tableau sera exposé au musée du Louvre Abou Dabi, inauguré le 8 novembre précédent en présence du président Emmanuel Macron,. En septembre 2018, cette présentation au public est reportée sine die sans explication,.
En septembre 2018, l'exposition prévue du tableau au Louvre Abu Dhabi, a été annoncée comme reportée indéfiniment. À la place, en 2018, le prince héritier saoudien a secrètement expédié le tableau à Paris, en prêt aux conservateurs du Louvre, où il a été analysé par le Centre de recherche et de restauration des musées de France et devait être accroché dans la grande exposition Léonard de Vinci du Louvre qui a ouvert en octobre 2019,. Mais les Saoudiens ont exigé qu’il soit accroché à côté de la Mona Lisa, ce qui était impossible pour des raisons de sécurité, et le tableau a été renvoyé en Arabie saoudite,. Il a été accroché dans le yacht du prince héritier Mohammed ben Salmane, le Serene, jusqu’à la fin de l’année 2020, lorsqu’il a été déplacé vers un lieu secret en Arabie saoudite pendant que le yacht était en maintenance dans un chantier naval néerlandais. Le tableau est conservé en stockage jusqu’à ce qu’un nouveau musée soit construit pour l’abriter ; le musée et la galerie feront partie d’un complexe appelé Wadi AlFann à Al-'Ula, dont l’achèvement est prévu pour 2024,.

## Expertise

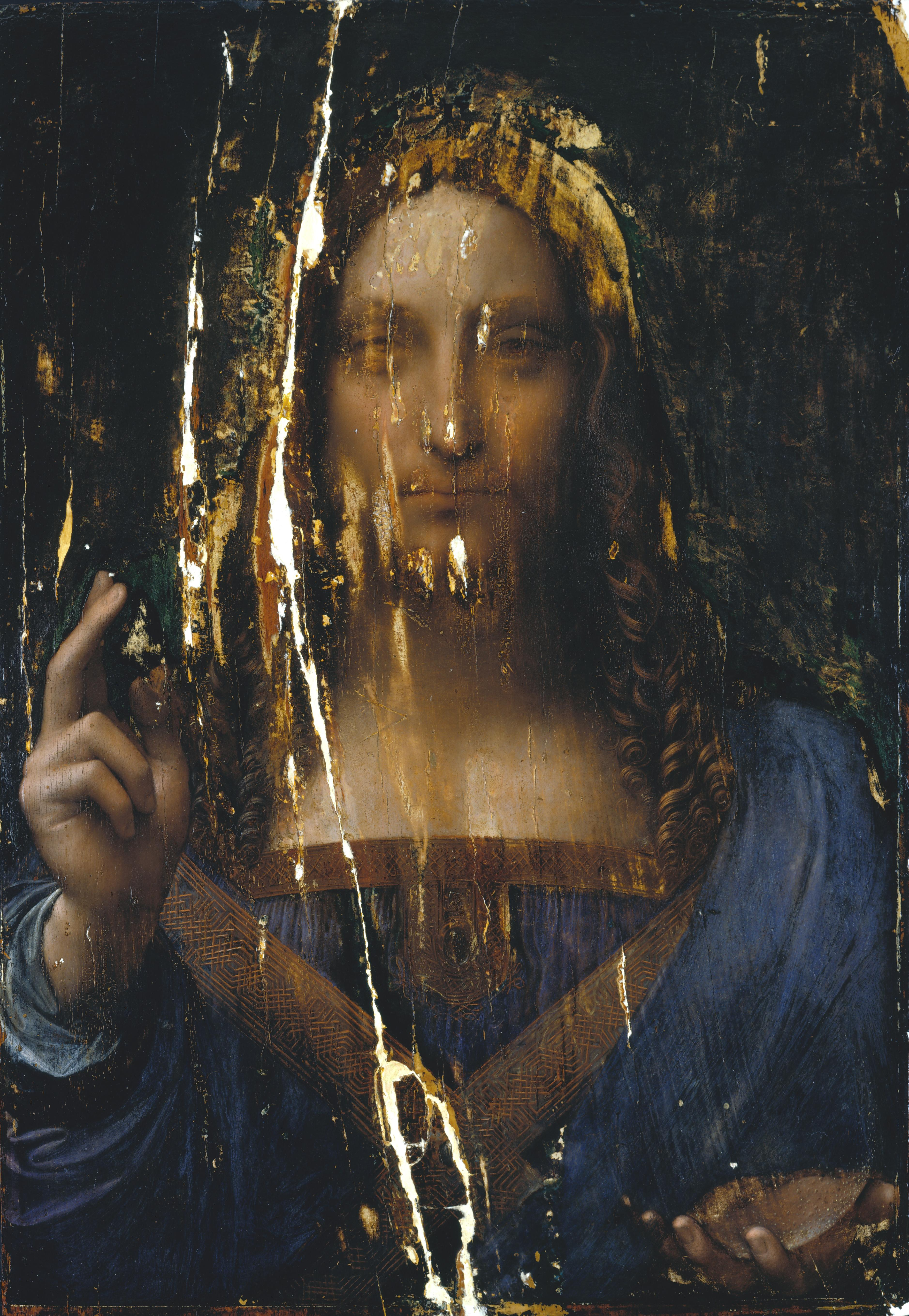
La version Cook après nettoyage, 2006-2007. On peut voir les deux pouces.

La réhabilitation et la restauration de la version Cook ont entraîné de nombreux repeints sur une œuvre ruinée et balafrée de part en part. La planche en bois de noyer, cassée en plusieurs morceaux, a été recollée. Les manques de peinture, balafres verticales à l'intérieur et autour du visage, chevelure effacée, disparition complète des plis des vêtements et du globe terrestre sont donc repeints par la restauratrice. L'œuvre est une reconstruction où seule la main est restée à peu près intacte, ce qui entraîne un débat sur son authenticité.
Le site britannique the ArtWatch.org.uk de Michel Daley, observateur très critique de la restauration d'art, démontre photographies à l'appui qu'entre 2011 et 2017, de nombreux détails de la peinture ont changé, parmi eux le drapé de l'épaule droite dont le nombre de plis est passé de 9 à 4, et qu'aucune de ces versions ne correspond à la gravure de Hollar. Michael Daley affirme aussi cependant que l'ensemble aurait été repeint alors que les différences de contraste présentées ne semblent être dues qu'à la différence de photos.

### Analyse du style et des techniques de peinture
En 2011, la version Cook a été comparée à plus de vingt autres versions du Salvator Mundi. Plusieurs caractéristiques expliquent l'attribution à Vinci : elle contient un certain nombre de repentirs évidents, et la technique inhabituelle de dégradé, comparable au sfumato, sur le bord de la paume, est typique de nombre de ses œuvres. La manière dont les boucles de cheveux et les plis des vêtements sont traités est également considérée comme révélatrice de son style. Les pigments et le panneau de noyer correspondent à d'autres œuvres du peintre. La réfraction optique sur le cristal est un morceau de virtuosité, témoin d'une étude approfondie et compatible avec les intérêts scientifiques de Léonard de Vinci.

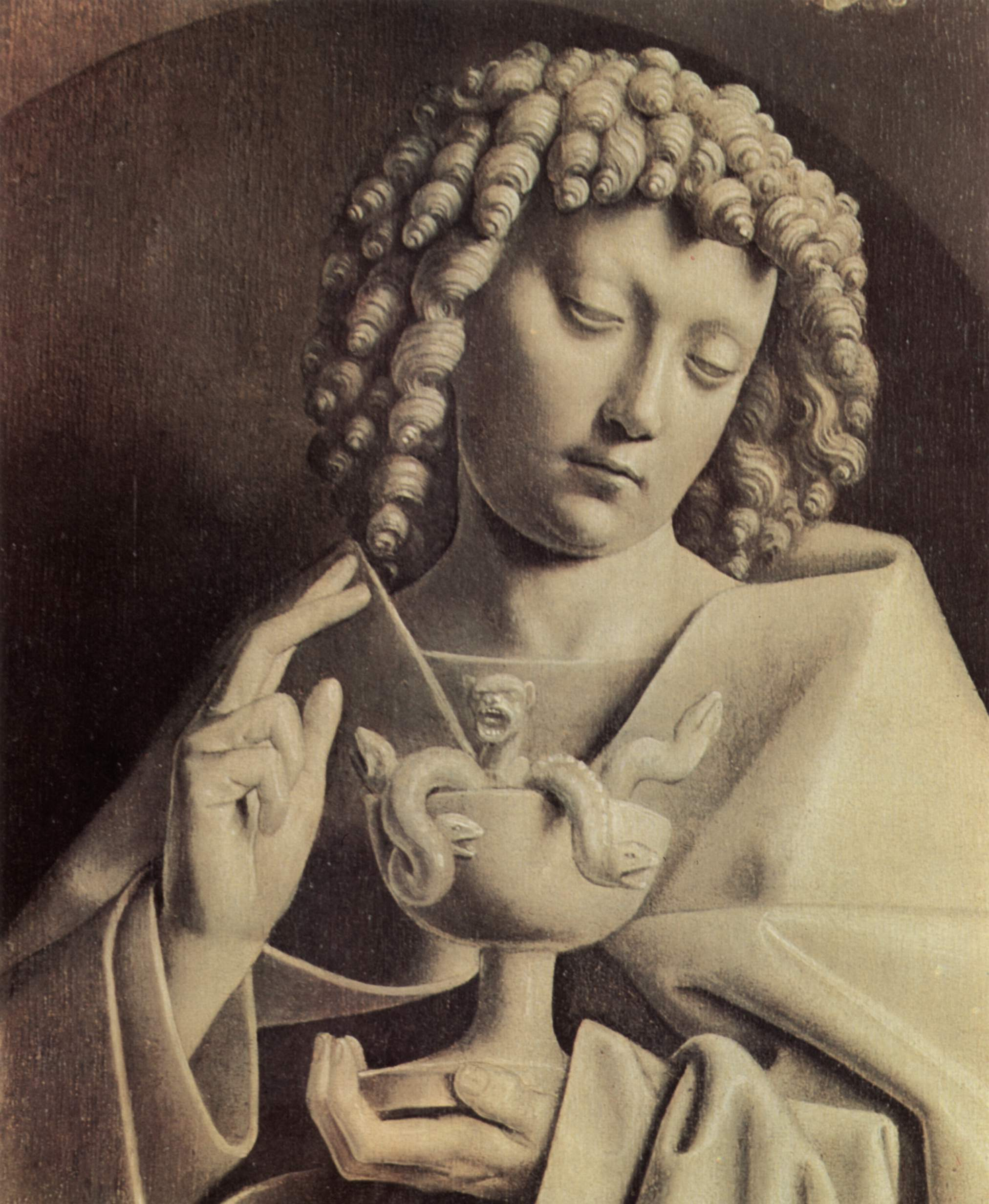
Selon Jacques Franck, la main est copiée d'après le Saint Jean-Baptiste du Retable de l'Agneau mystique de Jan van Eyck de 1432

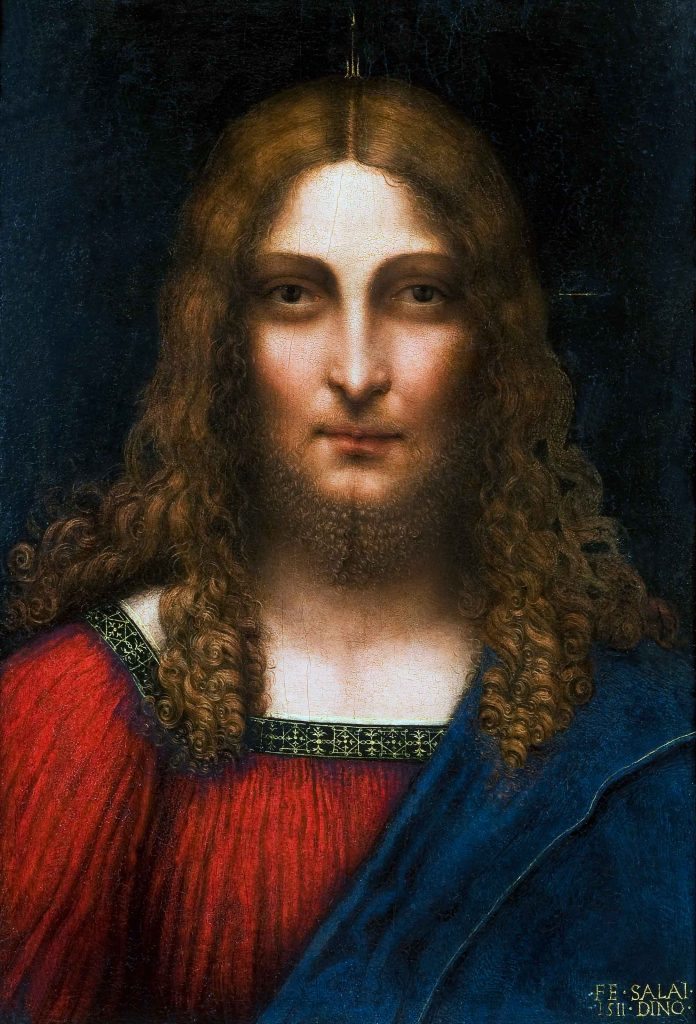
Christ rédempteur par Salaï (1511), Bibliothèque Ambroisienne

Certains, à l'inverse, considèrent certaines parties comme médiocres ; la tête serait rigide et légèrement disproportionnée avec des yeux qui n'ont pas la même grandeur, le cou mal positionné, le globe rond et transparent devrait déformer le tissu en arrière plan, et surtout le majeur de la main droite présente une posture impossible qui serait étrange pour un artiste si féru d'anatomie, selon Jacques Franck. En effet, le dessin de la main dextre est jugé comme ne pouvant être de Léonard de Vinci par Jacques Franck, peintre et historien de l'art spécialiste de la technique picturale vincienne, cela à cause de la perspective et de l'anatomie du majeur, toutes deux fausses.
Selon Franck, dans « Further Thoughts II », il semble que la main aurait été copiée d'après le St Jean Baptiste du retable de l'Agneau mystique de Jan Van Eyck à Gand, avec la même position de l'ongle ; de plus la main a été peinte sur le fond noir, elle a été ajoutée au portrait postérieurement.
Le même spécialiste ayant fait une étude comparative probante entre le dessin sous-jacent du Salvator Mundi et celui d'une Tête de Christ de Salai (signée et datée 1511, conservée à la Pinacoteca Ambrosiana de Milan) attribue désormais le tableau à Salai avec une contribution très limitée de Léonard ou d'un autre membre de l'atelier. En 2021, Jacques Franck attribue le tableau à Salaï avec l'intervention de Boltraffio.

Aucun débat sur le pentimento du pouce de la main dextre n'est jamais intervenu dans cette attribution, et le rapprochement avec la théorie léonardienne du componimento inculto est d'ailleurs sans objet, car le texte du Codex Urbinas ne se rapporte qu'au stade de la recherche de composition et de l'ébauchage des peintures chez Léonard et non aux stades finis comme celui du pouce dans la version Cook du Salvator Mundi.
En août 2018, plusieurs universitaires, dont Matthew Landrus, du Wolfson College d'Oxford, font part de leurs doutes et attribuent le tableau à Bernardino Luini et aux suiveurs de Léonard de Vinci, sans preuves cependant. Matthew Landrus affirme, en superposant les radiographies du Salvator Mundi (1500), de la version Ganay (1512) et du Christ parmi les docteurs (1510), l'existence de trois dessins poncifs préalables, un pour la tête de Christ, un pour le vêtement, un pour la main droite. Chaque partie se superposerait parfaitement. Il attribue les poncifs à Léonard de Vinci pour la fresque perdue du Salvator Mundi peinte en 1495-1498 et détruite en 1603, dans l'église Santa Maria delle Grazie à Milan, suivant l'opinion de Ludwig Heydenreich en 1964.
Un historien de l'art, le britannique Charles Hope, a rejeté l'attribution du tableau à Léonard de Vinci. Il remet en cause le fait que de Vinci ait peint une œuvre dans laquelle le tissu n'est pas déformé par le globe de cristal. Il affirme que : « Le tableau lui-même est une ruine, avec un visage largement restauré pour qu'il rappelle la Joconde ».

### Analyse de l'historique du tableau
Jeremy Wood, spécialiste du XVIIe siècle, démontre qu'il existait un Salvator Mundi de Vinci dans la collection du premier duc de Hamilton en 1649, à Londres, et que ce tableau fut exporté à Anvers chez le graveur Wenceslas Hollar. Cela pourrait remettre en cause tout l'historique de la version Cook, d'autant qu'en 2019, Ben Lewis rappelle l'existence d'un Salvator Mundi de Charles Ier d'Angleterre attribué à Giampietrino, qui se trouve dans les collections du musée Pouchkine de Moscou avec le pedigree royal CR, Carolus Rex, au dos. Il qualifie le tableau vendu par Christie's de « pot-pourri » dont « la provenance est spéculative, l'attribution optimiste, la restauration abusive et le prix exorbitant », mais il se base sur des propositions de Christie's et autres déjà contredites par des experts comme Vincent Delieuvin, ne démontre rien qui puisse empêcher l'attribution, et n'a pas été repris par aucun expert reconnu dans ses conclusions.

### Analyse scientifique
L'analyse technique des pigments est réputée « globalement » compatible avec la technique de Vinci. Selon Dianne Modestini, la restauratrice, le support en bois de noyer est en très mauvais état et réagit à tout changement d'humidité et doit être conservé dans un taux d'humidité de 45 % minimum. La même Dianne Modestini affirme en outre que le support comportait deux nœuds de bois, ce qui est contraire aux recommandations des livres techniques de la Renaissance.

### Avis généraux d'experts
En mai 2008, le tableau est envoyé à la National Gallery de Londres pour être comparé à La Vierge aux rochers qui pourrait dater de la même période. Cinq spécialistes de Léonard de Vinci sont invités à examiner la peinture, dont Carmen Bambach, David Alan Brown, Maria Teresa Fiorio, Martin Kemp, Pietro C. Marani et Luke Syson. En 2010, enfin, le travail de restauration est terminé. Parmi les cinq experts, seul Martin Kemp se prononce pour une attribution à Léonard de Vinci, tandis que trois refusent de se prononcer. Carmen Bambach l'attribue quant à elle à Boltraffio, et en 2019 elle affirme n'avoir attribué le tableau qu'en partie à Vinci,. Martin Clayton ou Martin Kemp maintiennent toujours son authenticité.
Lors de l'exposition Léonard de Vinci à l'Ambassade d'Italie à Paris en 2016, Vincent Delieuvin, co-organisateur de l'exposition, considère le tableau comme vraisemblablement autographe, la peinture, non exposée, étant alors reproduite avec la mention « Léonard de Vinci ».
Le musée du Louvre lors de l'exposition Leonard de Vinci en 2019 à Paris ne défend plus son attribution favorable, faute de preuves et en raison de réticences grandissantes, dans le catalogue de l'exposition.
Le musée du Prado, lors de l'exposition Leonardo y la copia de Mona Lisa. Nuevos planteamientos sobre la práctica del taller vinciano (Leonard et la copie de Mona Lisa. Nouvelles connaissances sur la pratique de l'atelier de Vinci) en 2021 attribue le tableau à l'atelier.

### Controverses médiatiques
La popularité médiatique de la vente, engendre de nombreux documentaires et articles de presse.
Il apparaît en avril 2021 que le Louvre aurait fait publier en décembre 2019 aux éditions Hazan un livre de 46 pages, largement illustré, resté une journée en vente, défendant l'attribution autographe à Leonard de Vinci par un essai de Vincent Delieuvin appuyé par des analyses du Centre de recherche et de restauration des musées de France et accompagné d'une préface favorable du directeur Jean-Luc Martinez. Quelques jours avant la diffusion télévisée du documentaire d'Antoine Vitkine mettant en doute l'authenticité de l'œuvre, quelques journalistes français de la presse spécialisée en reçoivent une copie et en donnent de larges extraits,,, laissant perplexe la presse internationale,.

## Iconographie

### Autres versions duSalvator Mundipar des Leonardeschi

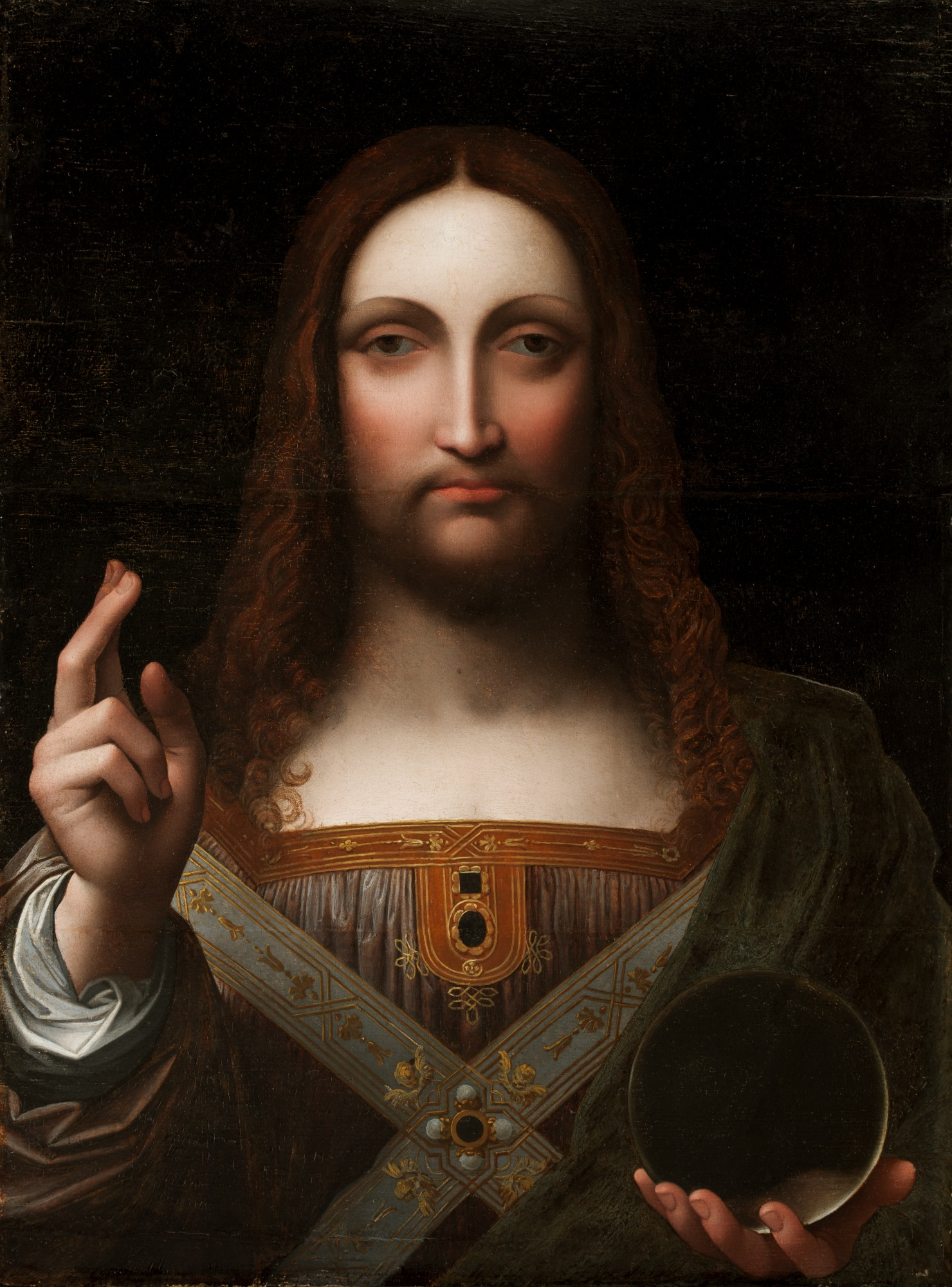
Giampietrino, Salvator Mundi, vers 1520, huile sur bois, 65,4 × 48,3 cm, Detroit Institute of Arts
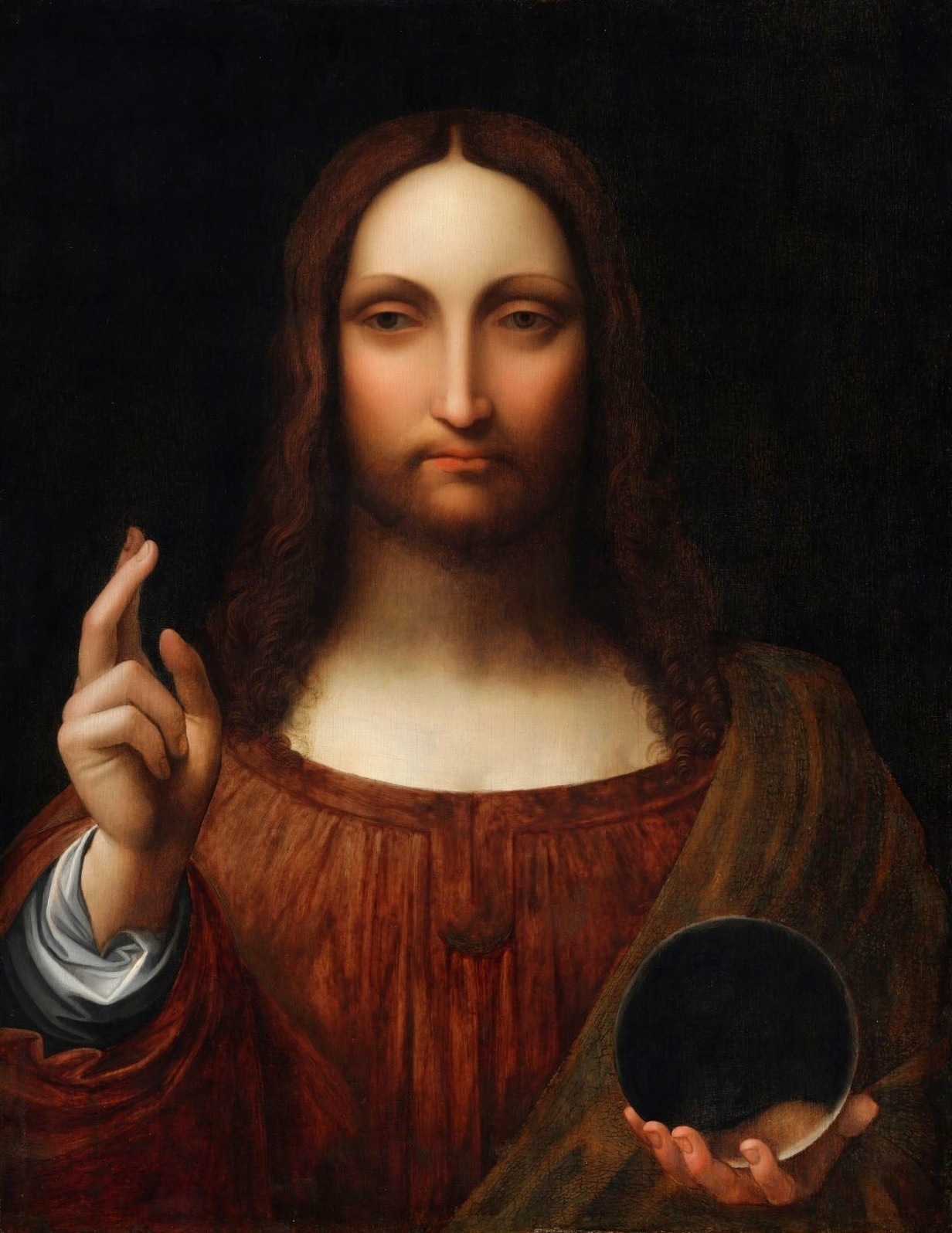
Copie par Cesare da Sesto (1516–17), palais de Wilanów (Varsovie)
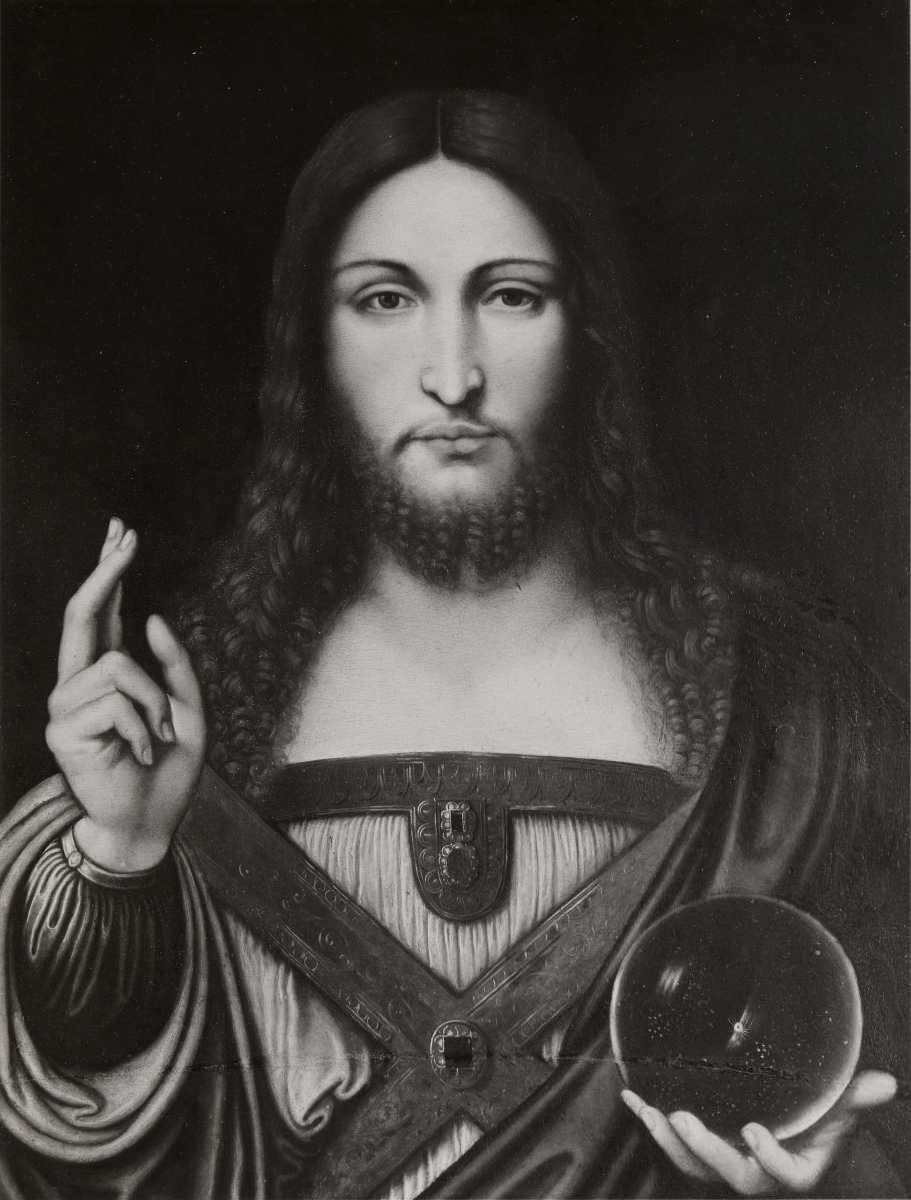
Anonyme, Salvator Mundi, avant 1550, huile sur toile, 63 × 48 cm, Worsey Collection
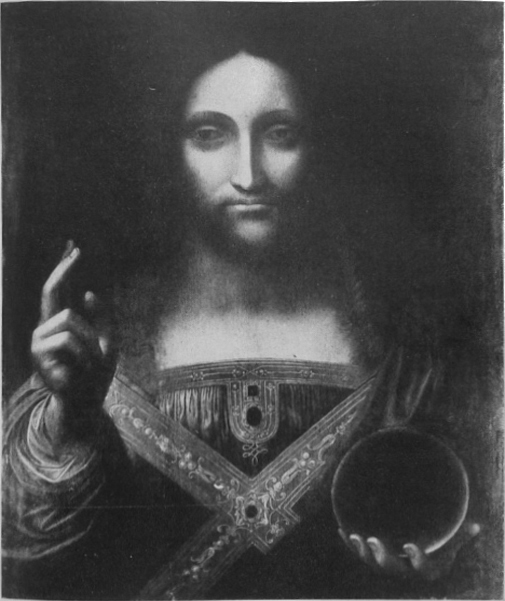
Anonyme, Salvator Mundi, Collection Stark, Zurich
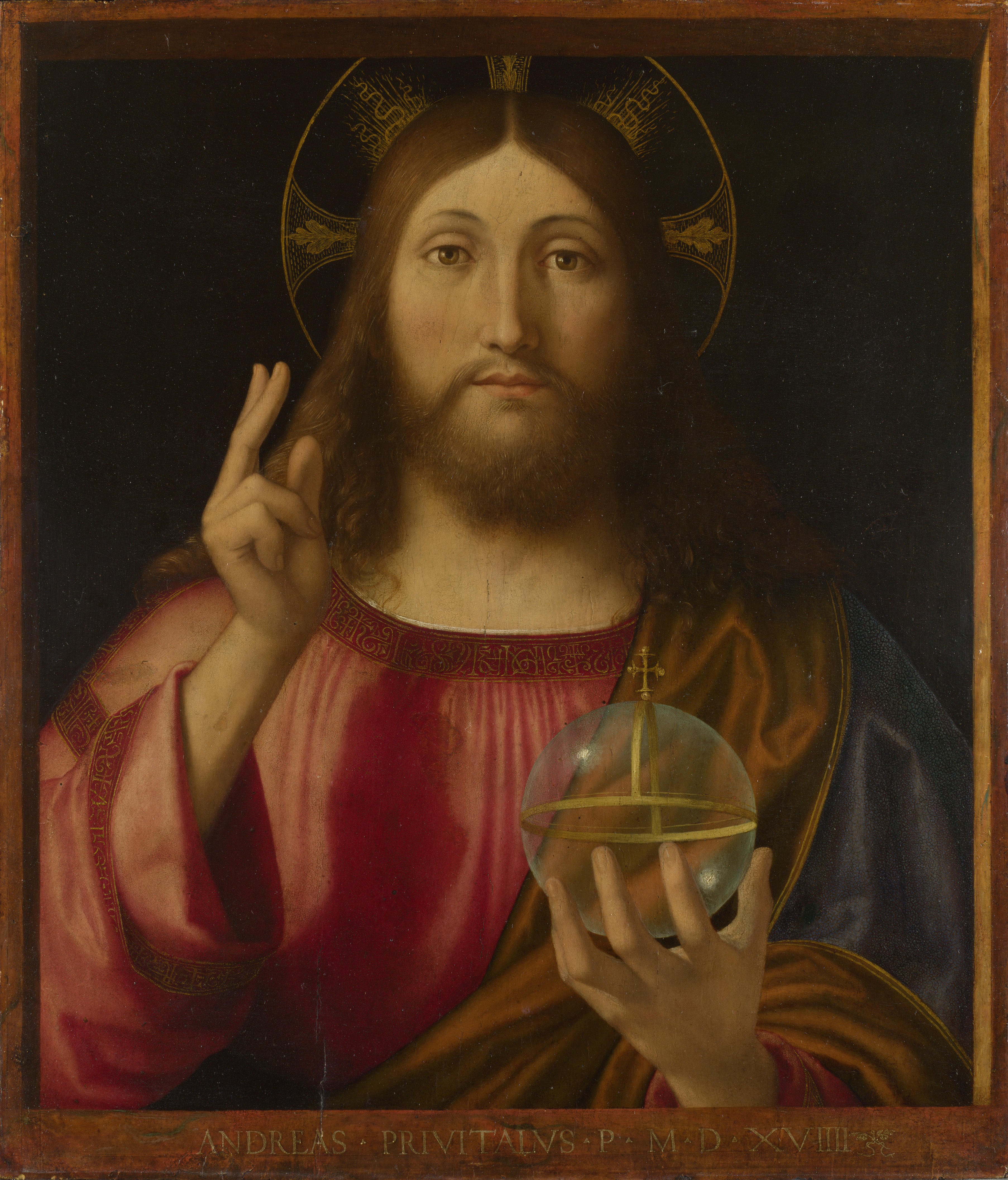
Andrea Previtali, Salvator Mundi (1519), National Gallery, Londres
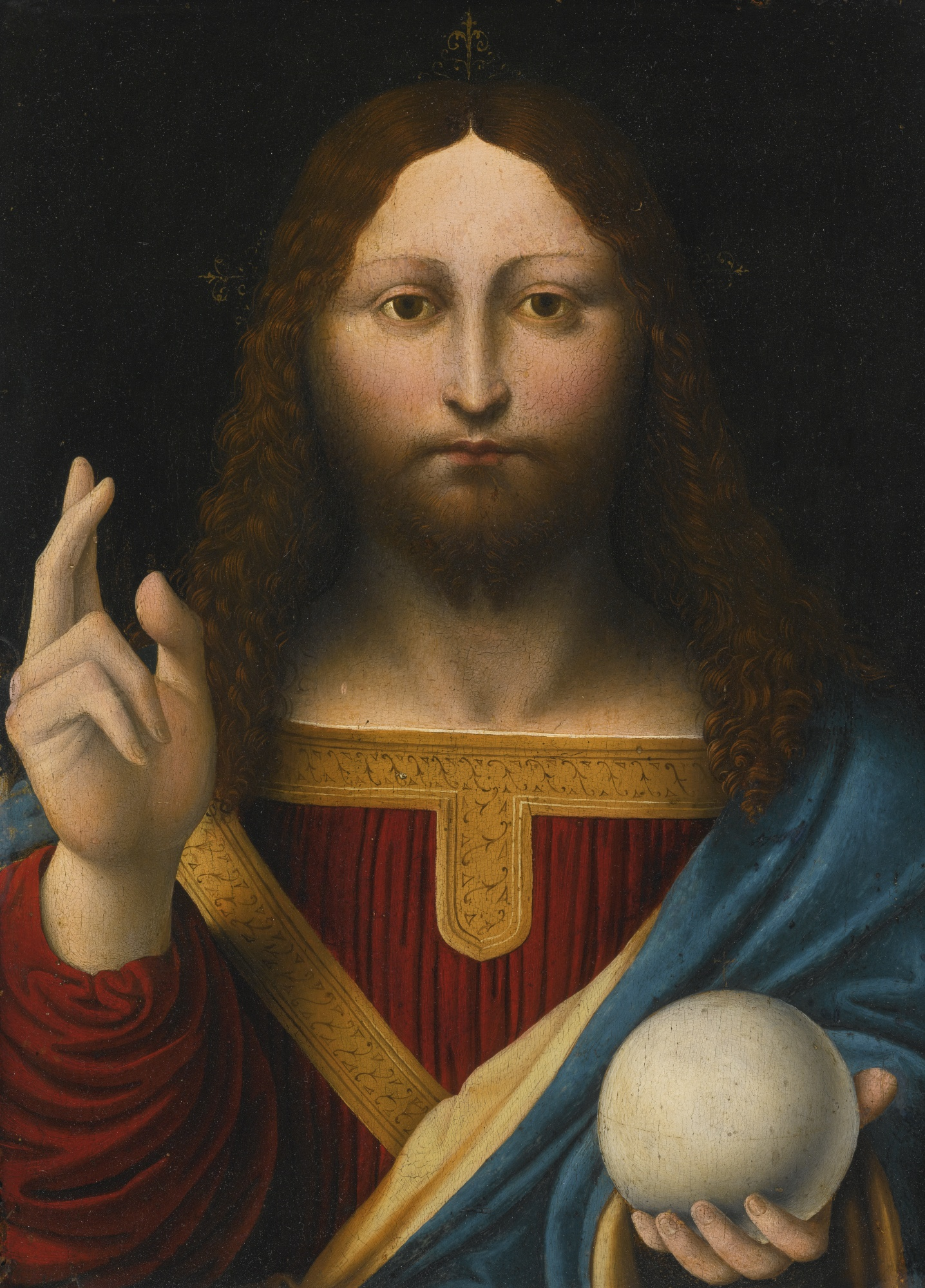
École lombarde : Marco d'Oggiono (?), vente Sotheby's du 29 janvier 2016 (collection privée)

### Autres versions duSalvator Mundi

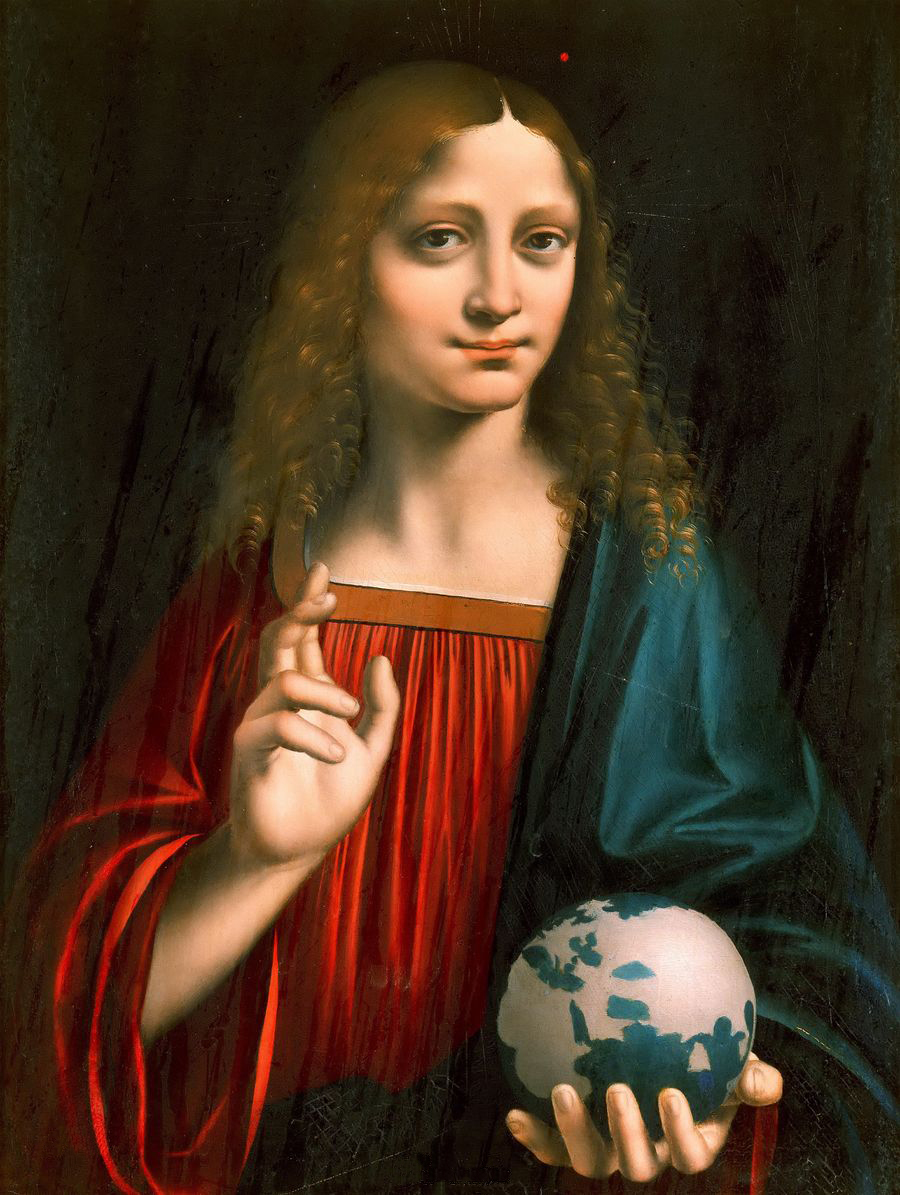
Marco d'Oggiono, Salvator Mundi (c. 1500), Galerie Borghèse, Rome
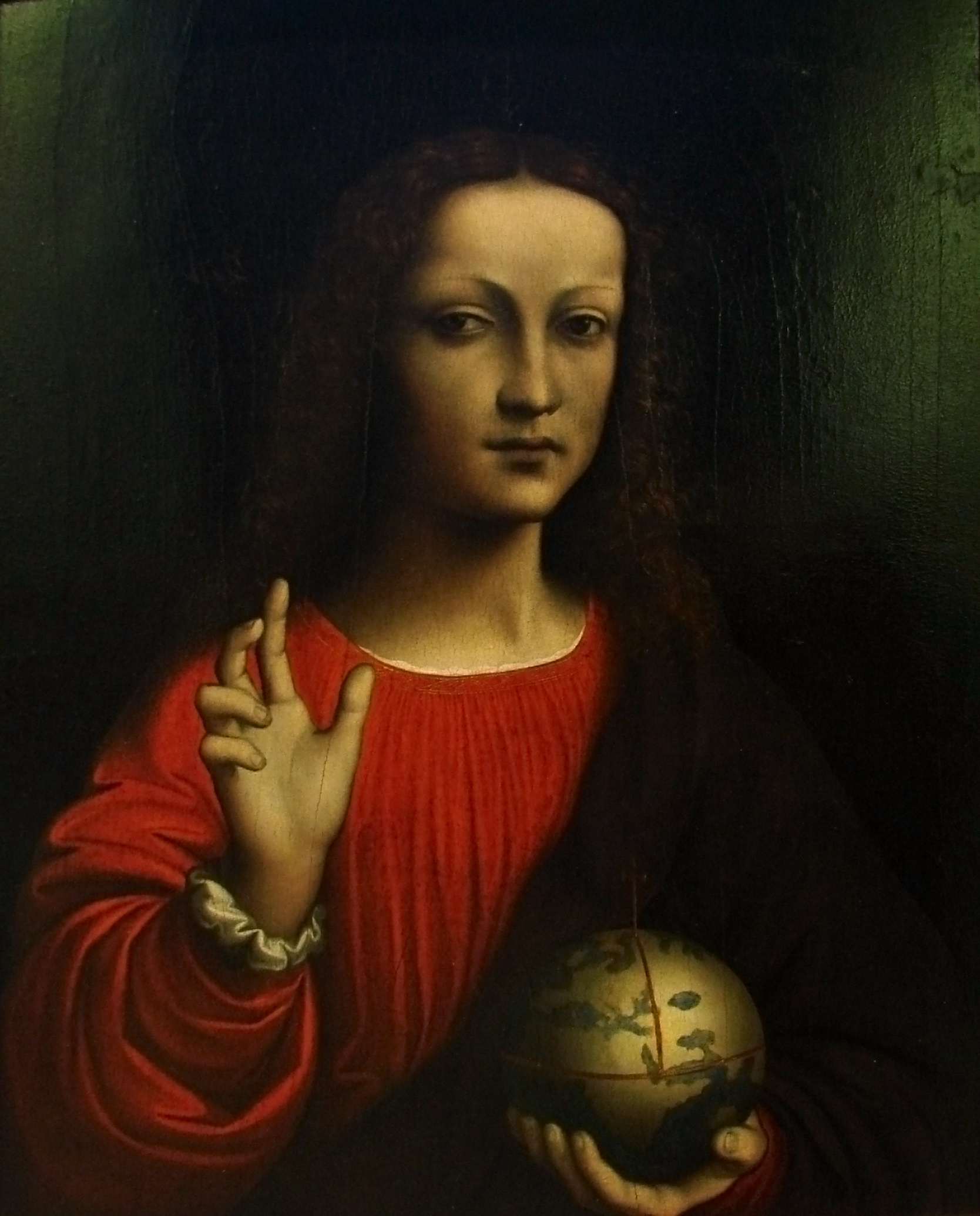
Entourage de Vinci, Le Sauveur du monde, vers 1505; Musée des Beaux-Arts de Nancy
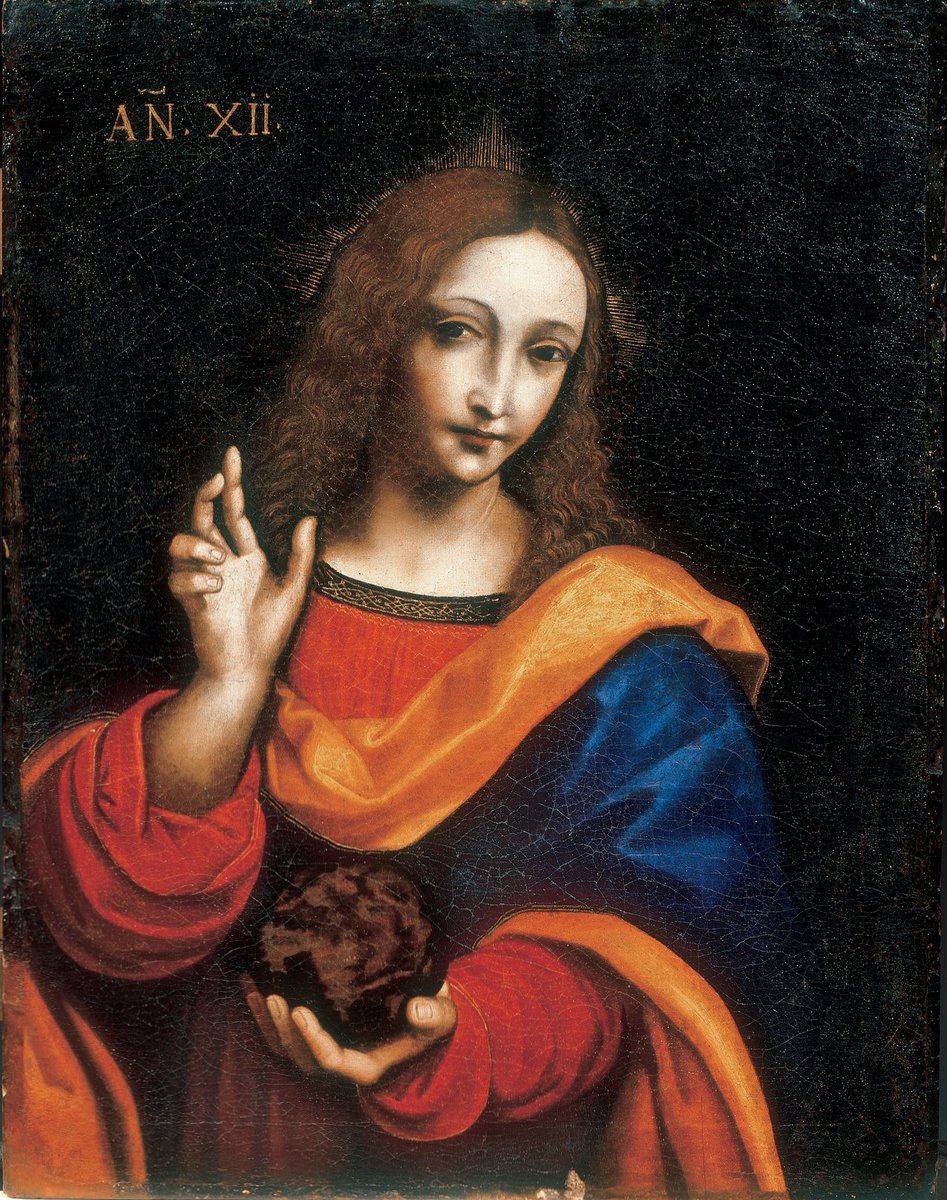
Salai, Cristo giovanetto come Salvator Mundi, Museo Ideale Leonardo da Vinci, Vinci (Toscane)
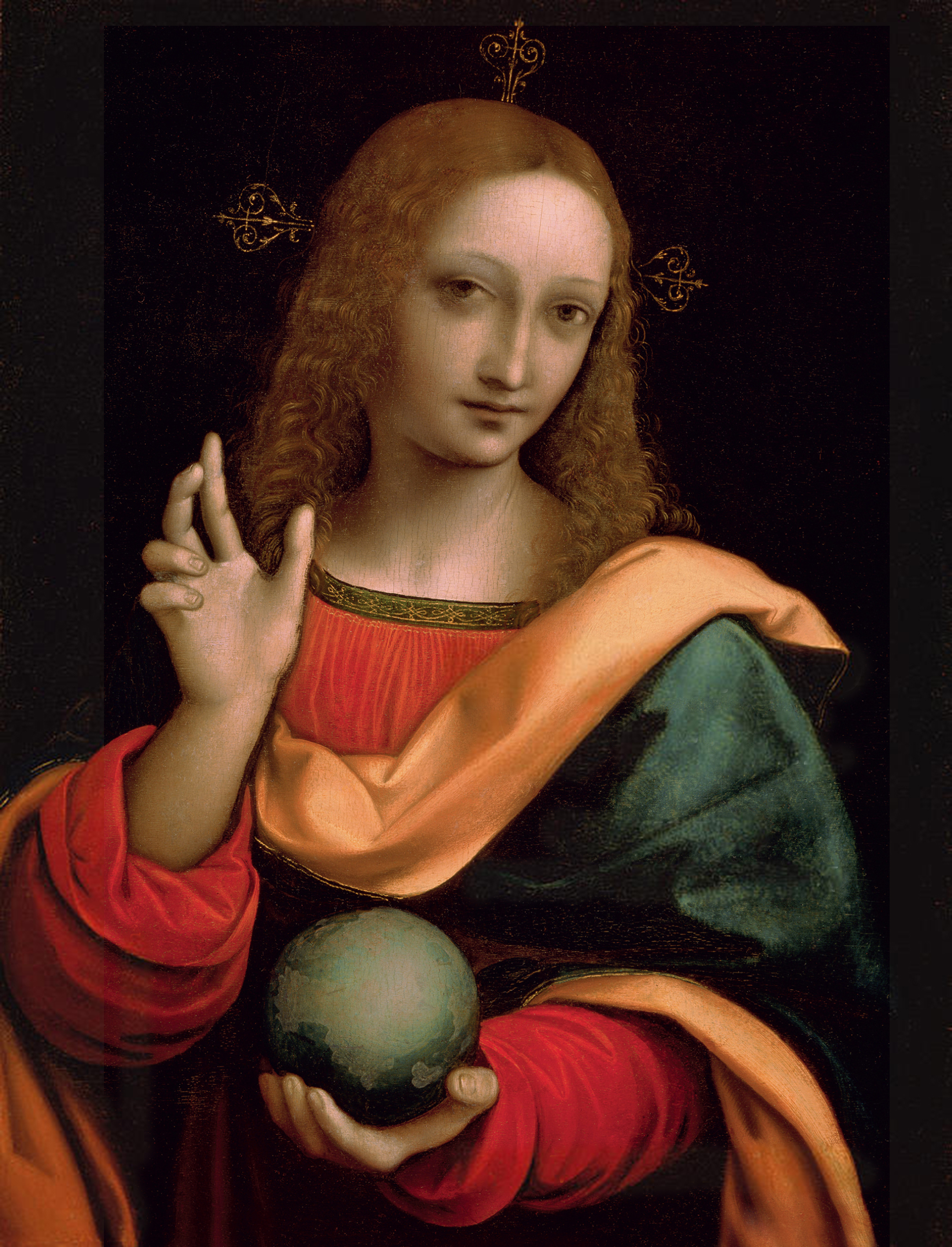
Giampietrino, Salvator Mundi , avant 1550, musée Pouchkine, Moscou. Ce tableau appartenait à Charles 1er d'Angleterre.
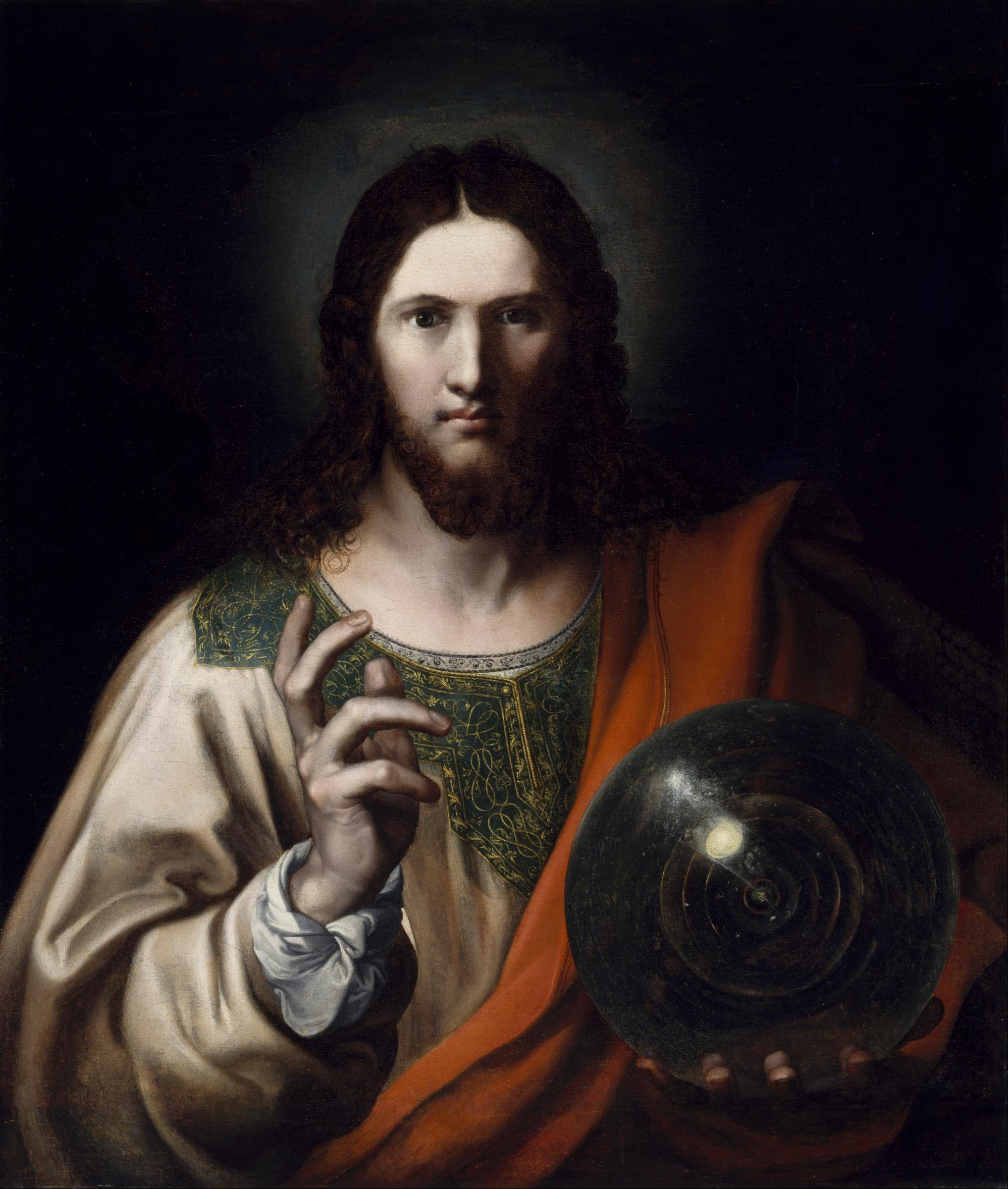
Copie d'un artiste flamand inconnu (c. 1750-75)
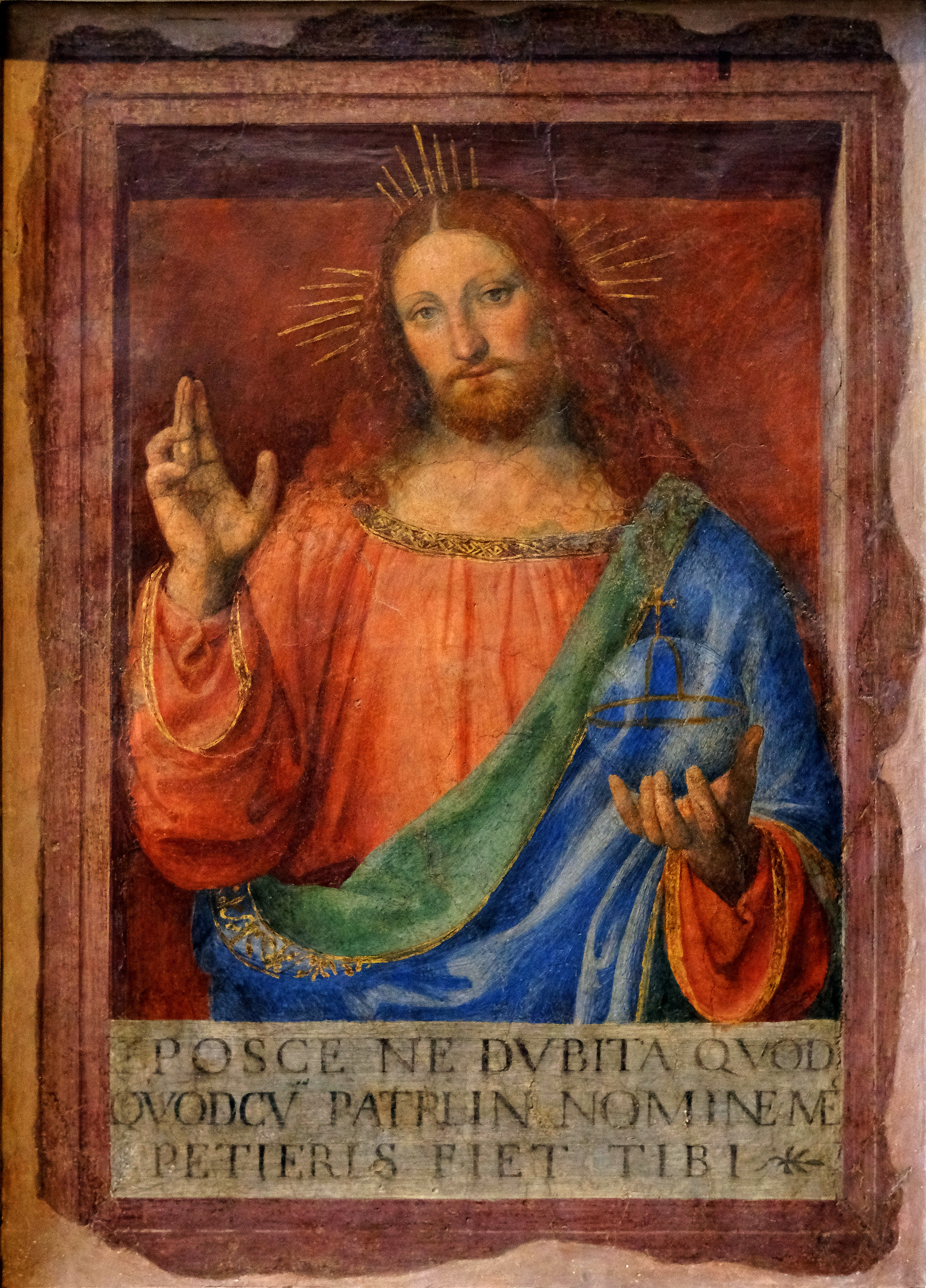
Bernardino Luini, Christ bénissant, fresque déposée, (1,40 × 1,10 m), v.1520, musée du Louvre
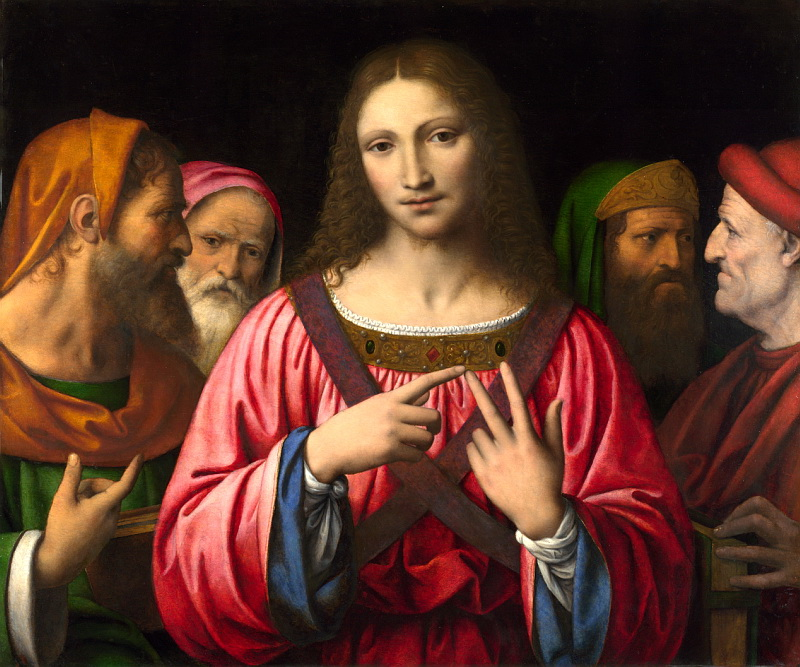
Un même poncif a servi dans le Salvator Mundi et Christ parmi les docteurs de Bernardino Luini, National Gallery[111].

## Culture populaire
En juillet 2020, Caiola Productions annonce pour 2022 à Broadway à New York une comédie musicale grand public intitulée Salvator Mundi ! The Musical dont le sujet « raconte comment une peinture abimée et ruinée de Jésus, achetée pour 1 000 dollars devient le chef-d'œuvre de Léonard de Vinci perdu depuis 500 ans qui est vendu 450 millions de dollars ».

### Documentaires
: document utilisé comme source pour la rédaction de cet article.
- « Salvator Mundi : la stupéfiante affaire du dernier Vinci », sur vimeo.com, documentaire de 1 h 34, réalisé par Antoine Vitkine, diffusé le 13 avril 2021 sur France 5.
- The Lost Leonardo, film documentaire de 1 h 36 réalisé par Andreas Koefoed, sorti au cinéma en France le 26 janvier 2022 et diffusé sur Arte sous le titre « Salvador Mundi ou la folle ascension d'un tableau ».

### Émissions radiophoniques
- Fabrice Drouelle, « Un Léonard, de l’art et des dollars », émission de 53 min [], sur France Inter, Affaires sensibles, 15 décembre 2021 (consulté le 16 décembre 2021).
- « Leonard de Vinci à l’épreuve du marché de l’art », émission de 26 min [], sur France Culture, 26 janvier 2022 (consulté le 27 janvier 2022).